# Маринованные томаты

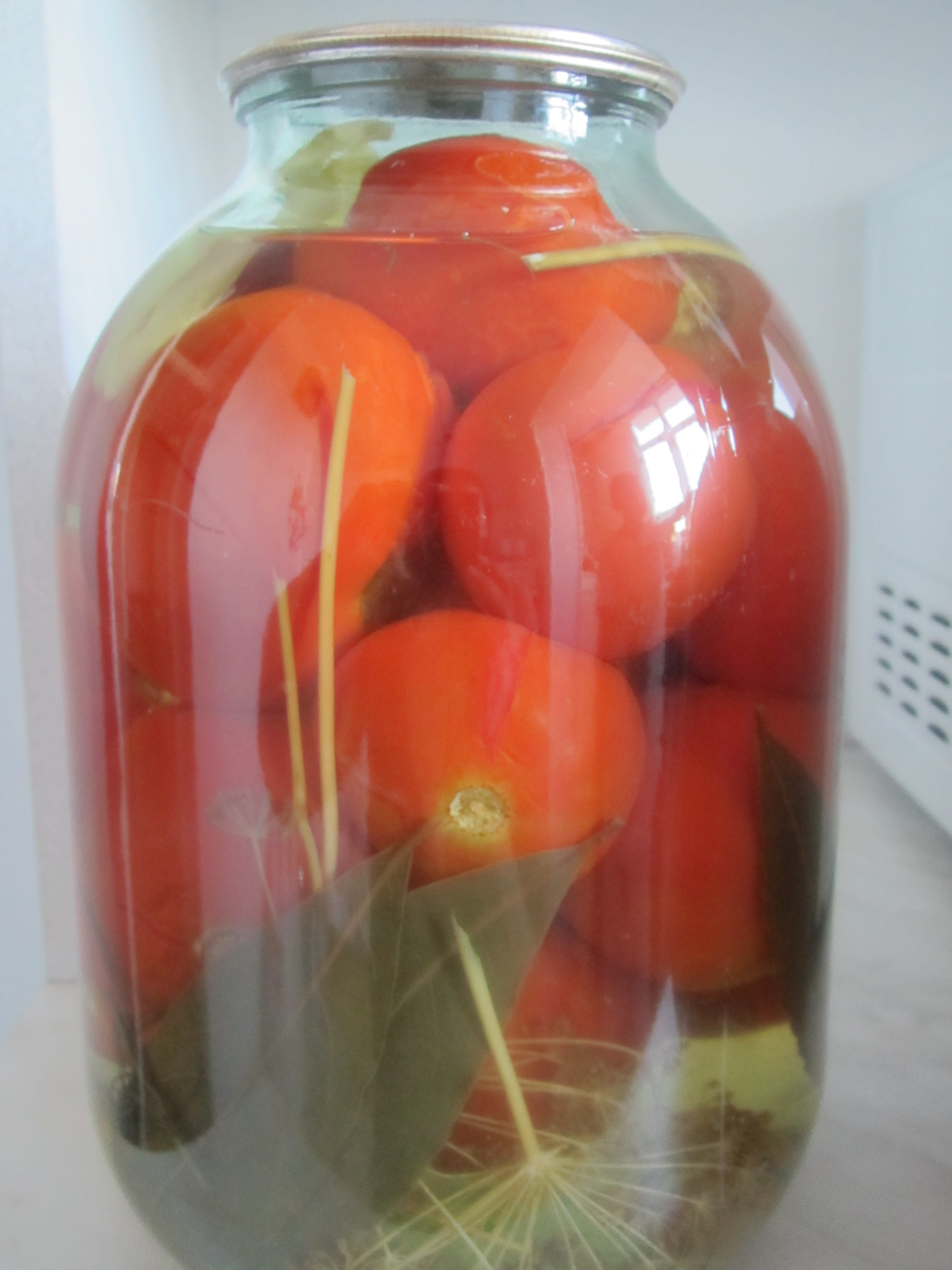
Маринованные помидоры

Маринованные томаты — консервированные помидоры, в состав которых обязательно входит уксусная кислота.

## Маринование
Для маринования употребляют томаты средних и мелких размеров с плотной мякотью и толстой кожицей. К таким относятся, в частности, сорта Гумберт, Сан-Марцано и другие мелкоплодные сорта томатов.
Перед маринованием плоды сортируют по размерам и степени зрелости, отбраковывая перезревшие, мягкие, подмороженные, заболевшие томаты. Затем удаляется плодоножка. Томаты промывают в холодной воде и плотно укладывают в стеклянные банки. Заливку наливают таким образом, чтобы она покрывала плоды. Пряности добавляют непосредственно в тару, в которой производится маринование, или в маринадную заливу.

Согласно российскому ГОСТ, маринованные томаты должны храниться при температуре от 0˚С до 25˚С градусов не более двух лет. Плоды в банке должны быть одного размера и цвета. Заливка должна быть прозрачной.

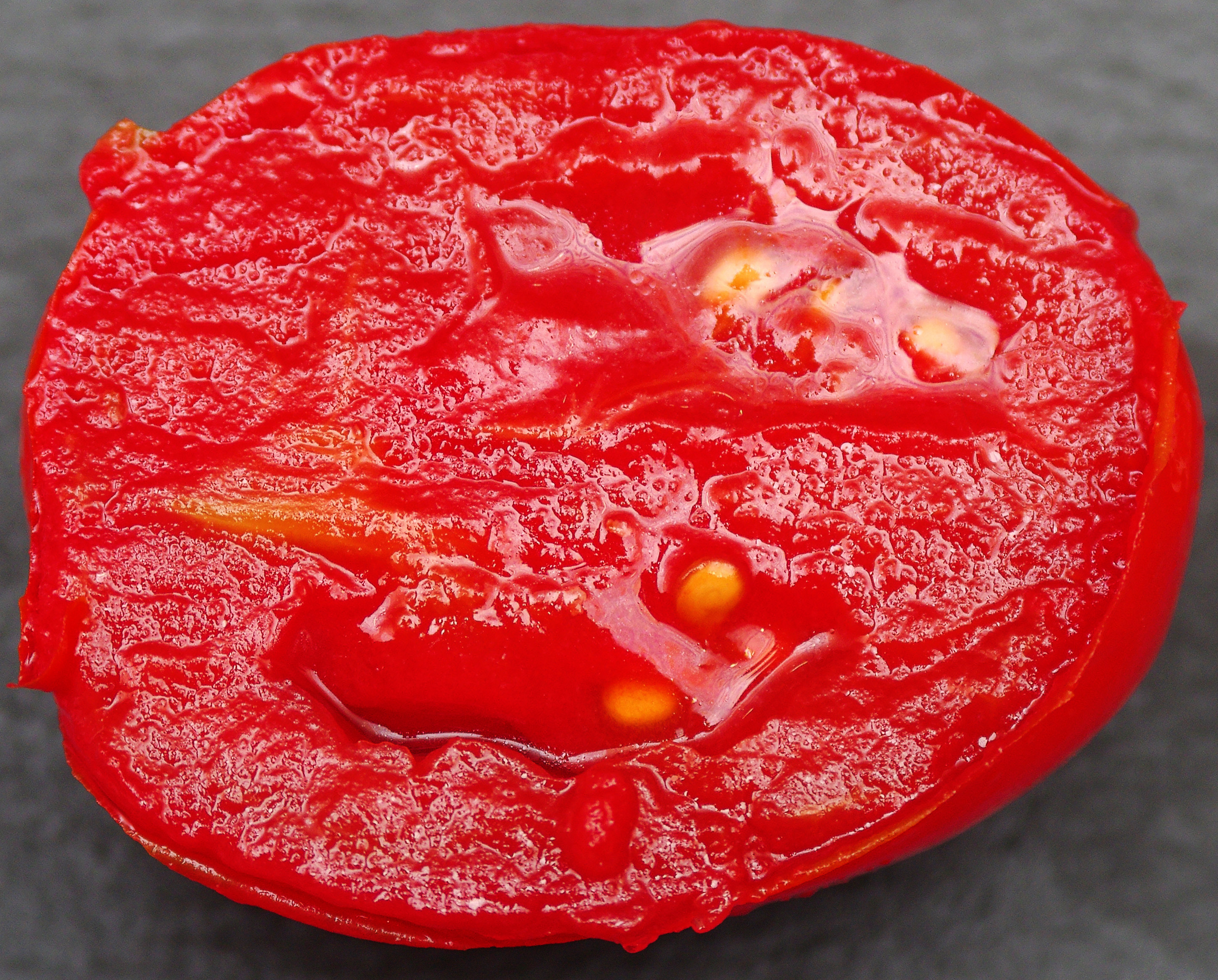
Маринованный томат

## Полезные свойства
Маринованные томаты — низкокалорийный продукт, их пищевая энергетическая ценность 15 ккал. Пищевая ценность на 100 г: белки — 1,7 г, жиры — 0,2 г, углеводы — 1,8 г, пищевые волокна 0,9 г, органические кислоты 1,6 г, вода 92,8 г, моно- и дисахариды 1,6 г, зола 3,1 г.
Плоды томатов содержат многие полезные органические кислоты, витамины В2, В3, В6, В9, С, К и РР, 2—3 % сахаров, ферменты, соли (особенно калия, фосфора и железа), органические кислоты (лимонную, яблочную, винную, янтарную и щавелевую), а также высокомолекулярные жирные кислоты.

## Противопоказания
Маринованные томаты противопоказаны при аллергиях, жёлчнокаменной болезни. Также они могут вызвать спазмы желчного пузыря.
При консервировании томатов всегда используется соль, поэтому маринованные помидоры не рекомендуется есть при заболеваниях почек и сердечно-сосудистой системы.